# Linshcosteus
Linshcosteus is een geslacht van wantsen uit de familie van de Reduviidae (Roofwantsen). Het geslacht werd voor het eerst wetenschappelijk beschreven door William Lucas Distant in 1904.

## Soorten
Het genus bevat de volgende soorten:

- Linshcosteus carnifex Distant, 1904
- Linshcosteus chota Lent & Wygodzinsky, 1979
- Linshcosteus confumus Ghauri, 1976
- Linshcosteus costalis Ghauri, 1976
- Linshcosteus kali Lent & Wygodzinsky, 1979
- Linshcosteus karupus Galvão, Patterson, Rocha & Jurberg, 2002